# Ateji
Ateji (当て字, 宛字 ou あてじ) são, no japonês moderno, kanji usados para representar palavras nativas ou então palavras emprestadas de outras línguas. Isso é análogo ao man'yōgana (万葉仮名 – まんようがな), sistema silabário usado na sociedade japonesa pré-moderna.
Por exemplo, sushi (que pode ser escrito como すし, 鮨, 鮓, 寿斗 ou 寿し), é muitas vezes escrito com o ateji 寿司. O caractere 寿 significa “longevidade” e o caractere 司 significa "administrar, dirigir", a ver, portanto que nenhuma das duas têm qualquer relação com comida.
Os ateji foram usados como um meio para representar palavras emprestadas, embora hoje o silibário katakana (かたかな ou カタカナ) exerça melhor essa função. Mesmo assim, muitos ateji cunhados em épocas anteriores continuam a ser largamente utilizados.
Ao utilizar ateji para representar empréstimos, os kanji por vezes são escolhidos pelos seus valores semânticos e fonéticos. Um exemplo é kurabu (倶楽部 – クラブ) usado para “clube”, onde os caracteres podem ser entendidos vagamente, respectivamente, como "juntos", "divertido" e "lugar". Outro exemplo é kappa 合羽 (カッパ), que veio da língua portuguesa e significa “capa de chuva”. Os caracteres lembram "asas próximas juntas" – fazendo referência a pássaros com asas dobradas conjuntamente. 
Com a introdução do budismo (仏教, 佛教, ぶっきょう ou 英) em terras nipônicas, termos utilizados em alguns cânticos em sânscrito foram incorporados ao idioma e, com isso, também passaram a ser escritos em ateji. Os termos sânscritos prajnaparamita (般若波罗蜜多 ou はんにゃはらみた – em romaji hannya-haramita) e samyaksam-Bodhi (三藐三菩提 ouさんみゃくさんぼだい – em romaji sanmyakusanbodai), significam respectivamente "Perfeição de Sabedoria" e "Totalmente Iluminado" e ambos aparecem na “Sutra do Coração”, mas são pronunciadas utilizando ateji kanji que preservam a pronúncia, sendo, todavia que os kanji não têm nenhuma conexão lógica com o seu significado.
Ateji não deve ser confundido com kun'yomi (訓読み ouくんよみ), leitura japonesa de caracteres, já que nesta há a atribuição de um kanji nativo japonês equivalente, com a sua leitura.
O inverso, quando os caracteres kanji são utilizados com o seu significado original também é um caso de ateji. Nesse caso, é atribuída uma nova leitura ao kanji. Um exemplo é a palavra tabako (煙草, たばこ ou タバコ).

## Nome de países emateji
A maioria dos nomes dos países estrangeiros em língua japonesa é escrita em katakana, mas muitos têm transliterações em kanji que remontam à era Meiji ou antes. Veja alguns nomes de países em ateji:
| Português      | Ateji          | katakana ou hiragana         | Romaji                   |
| -------------- | -------------- | ---------------------------- | ------------------------ |
| África do Sul  | 南阿弗利加     | みなみアフリカ               | Minami afurika           |
| Alemanha       | 独逸           | ドイツ                       | Doitsu                   |
| Argentina      | 亜尔然丁       | アルゼンチン                 | Aruzenchin               |
| Austrália      | 濠太剌利       | オーストラリア               | Oosutoraria              |
| Bélgica        | 白耳義         | ベルギー                     | Berugii                  |
| Brasil         | 伯剌西爾       | ブラジル                     | Burajiru                 |
| Camboja        | 柬蒲寨         | カンボジア                   | Kanbojia                 |
| Canadá         | 加奈陀         | カナダ                       | Kanada                   |
| China          | 中華人民共和国 | ちゅうかじんみんきょうわこく | Chuuka Jimmin Kyouwakoku |
| Chile          | 智利           | チリ                         | Chiri                    |
| Coreia         | 韓国           | かんこく                     | Kankoku                  |
| Dinamarca      | 丁抹           | デンマーク                   | Denmaaku                 |
| Egito          | 埃及           | エジプト                     | Ejiputo                  |
| Espanha        | 西班牙         | スペイン                     | Supein                   |
| Estados Unidos | 亜米利加合衆国 | アメリカ合衆国               | Amerika gasshuu koku     |
| Finlândia      | 芬兰           | フィンランド                 | Finrando                 |
| Filipinas      | 比律宾         | フィリピン                   | Firippin                 |
| França         | 仏蘭西         | フランス                     | Furansu                  |
| Grécia         | 希臘           | ギリシャ                     | Girisha                  |
| Índia          | 印度           | インド                       | Indo                     |
| Irlanda        | 愛蘭           | アイルランド                 | Airurando                |
| Israel         | 以色列         | イスラエル                   | Isuraeru                 |
| Itália         | 伊太利亜       | イタリア                     | Itaria                   |
| Japão          | 日本           | にほん,にっぽん              | Nihon                    |
| Malásia        | 馬来西亜       | マレーシア                   | Mareeshia                |
| México         | 墨西哥         | メキシコ                     | Mekishiko                |
| Mongólia       | 蒙古           | もうこ                       | Mouko                    |
| Países Baixos  | 阿蘭陀         | オランダ                     | Oranda                   |
| Peru           | 秘露           | ペルー                       | Peruu                    |
| Portugal       | 葡萄牙         | ポルトガル                   | Porutogaru               |
| Reino Unido    | 英吉利         | イギルス                     | Igirisu                  |
| Rússia         | 露西亜         | ロシア                       | Roshia                   |
| Singapura      | 新加坡         | シンガポール                 | Shingapooru              |
| Suécia         | 瑞典           | スウェーデン                 | Suweeden                 |
| Tailândia      | 泰             | タイ                         | Tai                      |
| Turquia        | 土耳古         | トルコ                       | Toruko                   |
| Vietname       | 越南           | ベトナム                     | Betonamu                 |